# RAD 〜Radio All Day〜
RAD～Radio All Day～（ラッド・レディオ・オールデイ）は、2019年4月からDate fm（エフエム仙台）で、月曜日から木曜日の13:30 - 15:50に放送されているラジオ番組である。

## 概要
- 2019年春の改編によって、同年4月1日からスタートした番組。月・火DJにワタナベ智之を抜擢。水・木DJに中村マサトシを起用。キャッチコピーは、「ALL DAY MUSIC,ALL DAY RADIO!」圧倒的にSpeedy で、Groovy で、Rhythmic な番組。正式タイトルは、RAD～Radio All Day～（ラッド・レディオ・オール・デイ）だが、放送上では単に「ラッド」と称することも多い。Date fmはJFNの系列だが、JFL系列の番組のような雰囲気があり、過去の同枠での番組とは、大きくイメージが異なる。

- ワタナベ智之は、ホフディランからお墨付きをもらったという「ワタナベイビー」というニックネームと、KREVAからつけってもらった「DJアゲ卍」というニックネームを勘違いし自ら名乗った「DJあげまんじゅう」というニックネームがある。2020年頃から「スーパーワタナベイビー」と自称することが多くなった。それから番組に出演したアーティストからニックネームを付け加えられて25年4月現在では、「スーパーワタナベイビーCX±(すーぱーわたなべいびーちゃんえっくすぷらすまいなす）」というのが正式なニックネーム。中村マサトシは、KREVAからつけてもらった「DJサラー・ME」というニックネームがある。また、番組の中では「ナカムー」や「なかちゃん」と自称する事も多い。

- 番組には、仙台を拠点に活動するアーティストSADAMデザインの番組ステッカーがある。イベントなどでもらえたりすることがあるようだが、現在はオフィシャルに定期的に手に入れられるチャンスはない。番組に出演したアーティストの記録写真にステッカーを手にして写っている事がよくある。

- 番組ゲストや番組イベントなどに出演したり、仲良くなったアーティスト達を独断でRAD FAMILYと認定している。

- 中村マサトシ担当の水・木は、中村が面白いと感じたメッセージには「オリジナルポストカード」や「ウまサトシ ステッカー」がプレゼントされる。ワタナベ智之担当の月・火は、ワタナベが面白いと感じたメッセージには、ブロマイドが送り付けられるらしい。「ウまサトシ ステッカー」を10枚集めると「ビッグワタナベイビーブロマイド」と交換できるらしい…。

- また、水曜日には不定期（毎月最終水曜日になる事が多い）で、オープニングゾーンでRAD MIXTAPEと称して、DJ MIXした形で曲がOnAirされる。

- ワタナベ智之は、「未来から来た」や「植物と話せる」と自称したり、「自分は週休5日」だと言ったり、浮世離れしたところがある。口癖は、「盛り上がって、いっこー！」、「うーん、元気！」である。

- 中村マサトシは、モノマネが得意で「長渕剛、浜田省吾、桑田佳祐」のモノマネをよく披露する。

- ワタナベ智之は、とても個性的なファッション(変装)をしていて、番組OAの日は、その日のファッション(変装)を旧Twitter"X"上に投稿している。

- 番組内でのトークは、独特な言い回しを多用する。

- アーティストメッセージでは、締めにDJを弄るのが定番になっている。

## DJ
- ワタナベ智之(Mon,Tue)
- 中村マサトシ(Wed,Thu)

## タイムテーブル
2025年4月現在
|       | Mon.                        | Tue.                         | Wed.                           | Thu.                          |
| ----- | --------------------------- | ---------------------------- | ------------------------------ | ----------------------------- |
| 13:30 | Opening                     | Opening                      | Opening                        | Opening                       |
| 13:47 | RAD Iinformation            | RAD Iinformation             | RAD Iinformation               | RAD Iinformation              |
| 13:55 | Date fm NEWS                | Date fm NEWS                 | Date fm NEWS                   | Date fm NEWS                  |
| 14:00 | RAD SOUND                   | RAD SOUND                    | RAD SOUND                      | RAD SOUND                     |
| 14:10 | RAD ON THE TOWN（不定期）   | RAD ON THE TOWN（不定期）    | RAD ON THE TOWN（不定期）      | RADIO HEALING (隔週)          |
| 14:15 | Date fm Traffic Information | Date fm Traffic Information  | Date fm Traffic Information    | Date fm Traffic Information   |
| 14:20 | Date fm MEGA PLAY           | Date fm MEGA PLAY            | Date fm MEGA PLAY              | Date fm MEGA PLAY             |
| 14:25 | RAD Information             | RAD Information              | RAD Information                | RAD Information               |
| 14:35 | うまい鮨勘 RAD QUEST Monday | うまい鮨勘 RAD QUEST Tuesday | うまい鮨勘 RAD QUEST Wednesday | うまい鮨勘 RAD QUEST Thursday |
| 14:50 | Date fm Information         | Date fm Information          | Date fm Information            | Date fm Information           |
| 14:55 | IMP.のIMPickup              | IMP.のIMPickup               | IMP.のIMPickup                 | IMP.のIMPickup                |
| 15:05 | RAD GUEST                   | RAD GUEST                    | RAD GUEST                      | RAD GUEST                     |
| 15:30 | RAD Information             | RAD Information              | RAD Information                | RAD Information               |
| 15:25 | Date fm Traffic Information | Date fm Traffic Information  | Date fm Traffic Information    | Date fm Traffic Information   |
| 15:35 | Date fm Weather Information | Date fm Weather Information  | Date fm Weather Information    | Date fm Weather Information   |
| 15:45 | Ending                      | Ending                       | Ending                         | Ending                        |

## コーナー
うまい鮨勘 RAD QUEST
14:30頃～14時台の終わりまで。出されるヒントを基に14時台の最後にOAされる曲のアーティストを当てる。正解すると抽選で番組ステッカーが貰える。ヒントで割と正解がわかることが多く、正解やヒントでボケるというのが名物になりつつある。2022年頃から、中村マサトシ担当の日に限り、冒頭「こんなスーパーワタナベイビーは嫌だ」と言うショートコーナーが出来ていて、それ自体がヒントになっていたりする。コーナーの展開は、月・火は「ワタナベリーク」、水・木は「なかちゃんCHECK」と題して正解のヒントが出される。キリン、東洋水産、オハヨーヨーグルト、コカ・コーラ、地元企業などの期間限定スポンサーがつくことが多かったが、2021年4月からうまい鮨勘がスポンサーになっていて、正解するとうまい鮨勘の食事券がプレゼントされるようになった。コーナー内でOAされるうまい鮨勘のCMは、2022年仙台広告賞で大賞を受賞している。
RAD SOUND
週替わりでアーティストが担当し、日毎にテーマに合わせた選曲をする。これまでの出演は、SEKAI NO OWARI、あいみょん、BUMP OF CHICKEN、ゆず、SIRUP、竹内まりや、三浦大知、BE:FIRSTなど多岐にわたる。2020年の3月まで毎月最終週にはKREVAが準レギュラー出演。2020年9月から毎月最終週にchelmicoが準レギュラー出演。2022年5月から毎月最終週にAile The Shotaが準レギュラー出演していた。
RAD GUEST
アーティストゲストが、生出演するコーナー。コロナ禍では、リモートゲストとして電話やZOOMを使用していた。アフターコロナは、スタジオのリアルゲストとリモートゲストを併用している。
RAD ON THE TOWN
不定期でDJの2人が「街の気になる」を取材してきた様子がOnAirされる。
RAD REQUEST CHALLENGE
不定期で開催されるウィークリー、またはワンデー企画。発表されるテーマをもとにリクエストを送るとプレゼントが当たる。
その他
午後3時の時報の後に、食べたいおやつを語るアーティストのコメントがOAされることが多い。

## JINGLES
番組内では、RAD FAMILYとして番組リスナーにもおなじみとなった以下のアーティストが制作したジングルも使用されている。
- Naz

’21年6月から使用。
- THE CHARM PARK

’23年5月から使用。オリジナル制作のJINGLEの他、番組から派生した音楽イベントRAD DAYで出演アーティストとコラボレーションの為に、水・木担当DJ中村マサトシが書き下ろしたRAD DAYソングを、番組バージョンのRAD SONGとしてリアレンジしたものがオープニングや15時台オープニングで使用されている。
- Omoinotake

'24年5月から使用。RAD SONGのOmoinotakeアレンジ・ボーカルバージョンがオープニング等で使用されている。
- imase

’24年12月から使用。RAD DAY4.5の出演がきっかけで実現。

## Fantastic Date fm RAD DAY
RAD～Radio All Day～から派生し、誕生した音楽イベント。
Date fmが出来る事は、ラジオDJの言葉と、そして音楽で、たとえ僅かだったとしても、“あなた”にパワーや元気をお届けする事だと考えています。だからこそ、”番組だけではなく、生の音で、直接、音楽を届けよう”と、スタートした音楽イベントがRAD DAYです。番組の1周年を機に20年3月に1回目を開催予定でした。しかし、新型コロナウィルスの感染拡大予防のため、初めての緊急事態宣言が発出され、開催1週間前に中止の決断せざるを得ませんでした。それから2年と4か月…22年7月16日にRAD DAY1.5を開催。タイトルの“●.5”には、コロナ禍で、音楽LIVEが不要不急の事とされていた中で、音楽にしか出来ない事があると信じる想いと、Date fmがミュージック・エンターテイメントで地域を元気するという決意の想いが込められています。
★Date fm Fantastic Forty RAD DAY1.5
開催日時：‘22年7月16日(土) OPEN/16:00 START/17:00
会　　場：仙台PIT
出　　演：Aile The Shota / GAGLE / Novel Core / サイプレス上野とロベルト吉野 / chelmico
特別番組：8月21日(日)19:00～19:55OA Special Program Date fm Fantastic Forty RAD DAY1.5

★Date fm Fantastic Forty RAD DAY2.5
開催日時：‘23年7月28日(土) OPEN/17:30 START/18:30
会　　場：仙台PIT
出　　演：C&K / Novel Core / HAN-KUN
特別番組：8月20日(日)20:00～20:55OA Special Program Date fm Fantastic Forty RAD DAY2.5

★Fantastic Date fm RAD DAY 3.5
開催日時：'24年3月2日(土) OPEN/15:30 START/16:00
会　　場：仙台PIT
出　　演：edhii boi / 清水美依紗 / NAQT VANE / BiTE A SHOCK / REIKO
特別番組：3月31日(日)20:00-20:55OA エフエム石川&Date fm～SPECIAL PROGRAM from Date fm RAD DAY 3.5 ”Darkest Before Dawn”※JFN賞2024大賞受賞作品

★Fantastic Date fm RAD DAY 4.5
開催日時：'24年8月4日(日) OPEN/17:15 START/18:00
会　　場：仙台PIT
出　　演：imase / シャイトープ / 離婚伝説 / Laura day romance
特別番組：9月22日(日)20:00-20:55OA Special Program Date fm Fantastic Forty RAD DAY4.5

## 特別番組
- エフエム石川&Date fm SPECIAL PROGRAM from Date fm RAD DAY3.5 Darkest Before Dawn

’24年3月31日(日)Date fmとエフエム石川で同時OAされた。RAD DAY3.5のイベントの模様を特別番組にしたものだが、音楽と言葉で能登半島地震の被災地に元気を送ろうというコンセプトであった。Date fmの完全自主企画・制作としては初めてJFN賞2024大賞を受賞。
- エフエム石川&Date fm SPECIAL PROGRAM MUSIC is...

1年後の'25年3月30日(日)に『SPECIAL PROGRAM MUSIC is...』がDate fmとエフエム石川で同時OAされた。これは、RAD DJのスーパーワタナベイビーCX±と中村マサトシの2人が、25年1月に石川県・能登半島を訪れた時の様子を特別番組にしている。ロードムービー的作品になっており、音楽と言葉で被災地に想いを送るという同様のコンセプトであった。ストーリーテラーとして、前年のRAD DAY3.5にも出演したBMSG所属のREIKOが起用されている。この番組もJFN賞2025優秀賞を受賞した。